# Paraíso, Tabasco
Paraiso är en ort i Mexiko.   Den ligger i kommunen Paraíso och delstaten Tabasco, i den sydöstra delen av landet, 600 km öster om huvudstaden Mexico City. Paraiso ligger 8 meter över havet och antalet invånare är 23 830.
Terrängen runt Paraiso är mycket platt. Havet är nära Paraiso åt nordost. Runt Paraiso är det ganska tätbefolkat, med 108 invånare per kvadratkilometer. Närmaste större samhälle är Comalcalco, 15,4 km söder om Paraiso. Trakten runt Paraiso består huvudsakligen av våtmarker.